# Ольшанка (Ростовская область)
Ольша́нка — село в Целинском районе Ростовской области.
Административный центр Ольшанского сельского поселения.

## Население
| 2010 |
| ---- |
| 899  |

## Улицы
| - ул. Взлетная, - ул. Восточная, - ул. Дробноходовка, - ул. Механизаторов, - ул. Молодёжная, | - ул. Новостроевская, - ул. Октябрьская, - ул. Степная, - ул. Торговая, - ул. Урожайная, | - пер. Больничный, - пер. Парковый, - пер. Северный, - пер. Сербисоновский, - пер. Южный. |